# Dietrich von Homburg
Dietrich von Homburg (mort en février 1225) est évêque de Wurtzbourg de 1223 à sa mort.

## Biographie
Dietrich von Homburg vient de la maison de Homburg ob der Wern qui est liée à l'évêché de Wurtzbourg. Son court épiscopat est marqué par la régence des Lobdeburgs.

## Source, notes et références
- Notices d'autorité :   - VIAF
  - GND

- (de) Cet article est partiellement ou en totalité issu de l’article de Wikipédia en allemand intitulé « Dietrich von Homburg » (voir la liste des auteurs).